# Dm drogerie markt (Česko)
Dm drogerie markt s.r.o. je dceřinou společností rakouské dm drogerie markt GmbH. První prodejna mateřské společnosti byla otevřena v roce 1976 v Linci. V České republice se první dm objevila roku 1993 v Českých Budějovicích. K dubnu 2023 má dm Česká republika 249 prodejen po celé zemi a její centrála sídlí v Českých Budějovicích. 
V síti prodejen dm je k dispozici sortiment výrobků péče o tělo a pleť, dekorativní kosmetiky, výrobků pro péči o vlasy, kosmetiky pro muže, biopotraviny, přírodní kosmetiky, výrobků pro péči o dítě a domácí mazlíčky.

## Dm drogerie v České republice
První česká pobočka byla otevřena roku 1993 v Českých Budějovicích, kde má dm drogerie markt také budovu centrální správy. Logistické centrum se nachází v Jihlavě. Po celé republice společnost zaměstnává na 3 300 zaměstnanců. V obchodním roce 2017/2018 činil obrat dm Česká republika 9,52 miliard korun. Od února 2018 provozuje vlastní online shop.

## Dm drogerie v očích zákazníků
Podle spotřebitelské studie Store Equity Index (SEI) zpracovanou marketingovou agenturou Nielsen je dm drogerie markt nejsilnějším maloobchodním drogistickým řetězcem na českém trhu. V roce 2016 obdržela ocenění Czech Superbrands Awards, uspěla v anketě Česká máma v kategorii Drogerie s dětským sortimentem. Podle průzkumu Atoz Marketing z roku 2015 považuje veřejnost dm za nejdůvěryhodnější mezi drogeriemi. Ve věrnostním programu má dm drogerie registrováno přes 1 milion zákazníků.

## Privátní značky
Vedle značkových výrobků nabízí dm drogerie markt také několik privátních dm značek, např. Balea, značka dětské péče babylove nebo biopotraviny dmBio. Dále mezi dm značky patří dekorativní kosmetika 183 DAYS by trend IT UP, trend IT UP, přípravky pro oči VISIOMAX, přírodní kosmetika alverde, doplňky stravy DAS gesunde PLUS, SUNDANCE nebo silonové zboží značky Stella Jones či barvy na vlasy značky réell´e.